# Chantal Daucourt
Chantal Daucourt (Biel/Bienne, 23 de junio de 1966) es una deportista suiza que compitió en ciclismo de montaña en la disciplina de campo a través.
Ganó una medalla de bronce en el Campeonato Mundial de Ciclismo de Montaña de 1995 y cuatro medallas en el Campeonato Europeo de Ciclismo de Montaña entre los años 1991 y 1997.

## Medallero internacional
| Campeonato Mundial | Campeonato Mundial     | Campeonato Mundial | Campeonato Mundial |
| Año                | Lugar                  | Medalla            | Competición        |
| ------------------ | ---------------------- | ------------------ | ------------------ |
| 1995               | Kirchzarten (Austria)  | Medalla de bronce  | Campo a través     |
| Campeonato Europeo |                        |                    |                    |
| Año                | Lugar                  | Medalla            | Competición        |
| 1991               | La Bourboule (Francia) | Medalla de oro     | Campo a través     |
| 1992               | Möllbrücke (Austria)   | Medalla de bronce  | Campo a través     |
| 1993               | Klosters (Suiza)       | Medalla de oro     | Campo a través     |
| 1997               | Silkeborg (Dinamarca)  | Medalla de oro     | Campo a través     |